# 전기 경련 요법

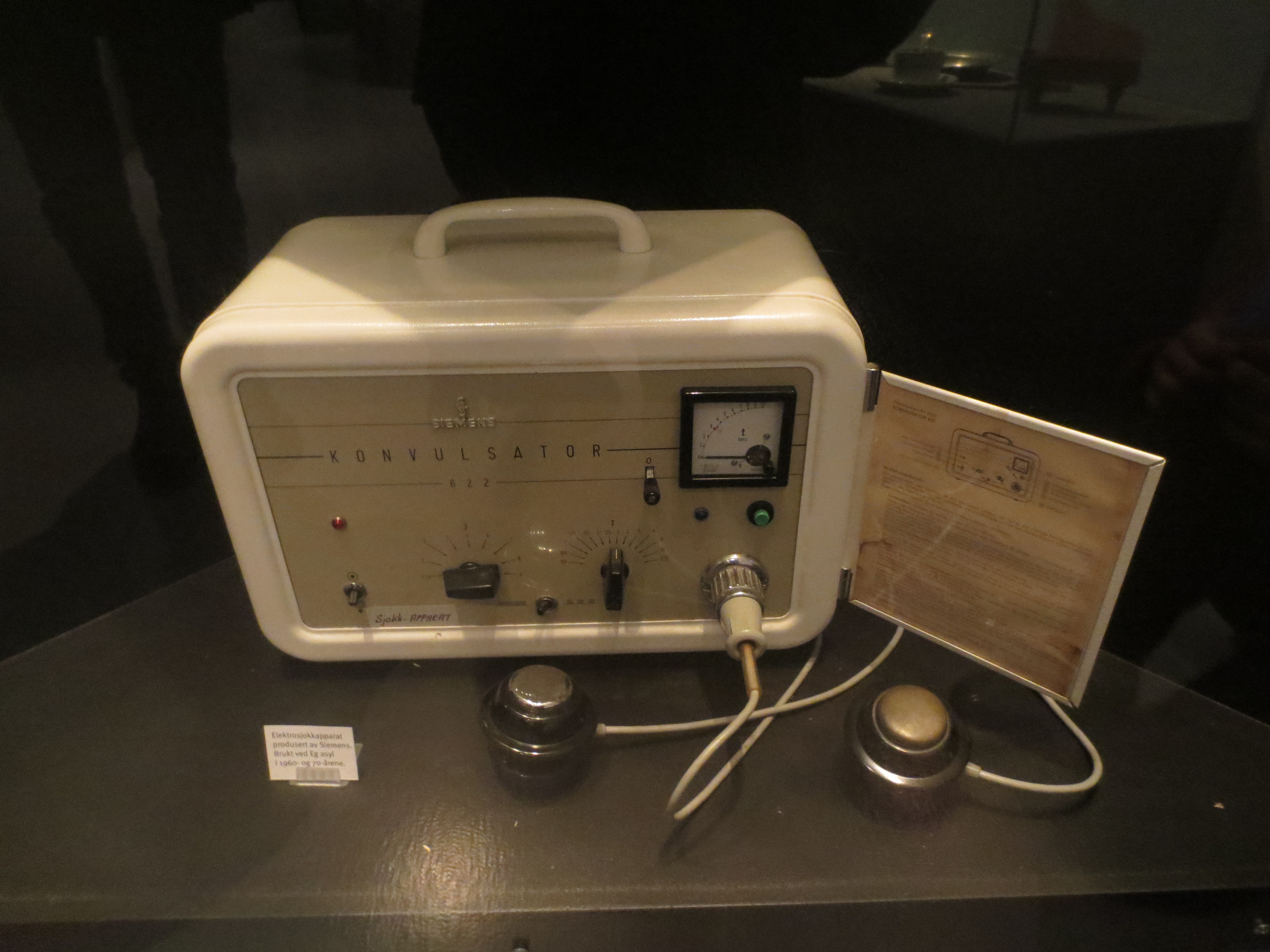
지멘스가 개발한 ECT 기기. 1960년대부터 1980년대까지 노르웨이 크리스티안산의 Eg Asyl 정신의학병원에서 사용되었다.

전기 경련 요법(電氣痙攣療法, Electroconvulsive therapy, ECT, 과거 명칭: 전기 충격 요법/electroshock therapy)은 환자에게 경련을 전기로 유도함으로써 정신 질환의 증상을 치료하는 정신의학의 비약물적 치료이다.
과거에는 전기 충격 치료(쇼크 치료)라고도 불렀으나, 이미 '충격'의 효과가 아닌, '경련'이 치료적 효과가 있는 것으로 밝혀진 이후, 전기 경련 치료라고 말하는 것이 올바른 표현이다. 그러나, 아직까지도 현재의 정신보건복지법의  특수 치료의 항목에는 전기충격치료의 명칭이 사용되고 있어, 향후 법의 개정 시 '전기경련치료'로 변경되어아 햘 것이다.
전기 경련 치료가 처음 정신 질환 증상 치료에 사용된 것은 1938년 이탈리아의 Cerletti와 Bini 교수가 당시 로마의 Termini 역 앞의 노숙생활을 하던 정신질환자를 대상으로 한 것이었으며, 당시 성공적으로 환자의 증상을 치료하게 되어, 별다른 치료법이 없던 당시 획기적인 치료로 알려지고, 급격하게 전 세계로 퍼지게 되었다. 당시 정신의학 분야에서 사용되던 치료법 중에서 심리적인 치료 방법을 제외하고, 현재까지 사용되는 치료법은 전기 경련 치료가 유일하다.
초창기의 전기 경련 치료는 고전적 전기 경련 치료(Classical ECT)인 마취도 하지 않은 상태에서 환자의 머리에 전기를 주어 경련을 유발하는 것이었나, 이후 의학의 발달로 석시닐콜린(succinylcholine) 같은 근이완제와 프로로폴(Propofol)이나 바비튜레이트(Barbiturate) 같은 단기 마취유도제를 사용하는 '수정된 마취하 전기 경련 치료(Modified ECT)'가 사용되고 있다. 마취하에 시행하는 전기 경련 치료는 치료를 받는 환자가 마취되어 있는 동안 시행되기 때문에 일반적인 수면내시경 등과 같이 환자가 전혀 기억을 하지 못하며, 대부분 20-30분 내에 전기경련치료를 끝내고 회복을 하게 된다.
컴퓨터와 전기 공학의 발전으로 전기 경련 치료의 기술도 함께 발전하여, 현재는 과거의 직류나 사인파인 교류를 사용하지 않고, 펄스사각파(Pulse square wave)의 교류를 사용하고 있으며, 펄스사각파의 파폭(Pulse width)와 주파수(Frequecy)를 조절하여, 치료에 사용되는 전하량(mC, J)을 조절하고 있으며, 전기를 주는 전극의 위치도 양측전두측두엽 전극(Bifrontotemporal electrode), 양측전두엽전극(Bifrontal electrode), 우측단측성 전극(Right unilateral electrode; RUL) 등으로 구분하여 환자의 진단과 증상 등에 따라 구별되는 시술을 하고 있다.

## 전기 경련 치료 기기
일반적으로 전세계적으로 사용되고 있는 전기 경련 치료 기기는 Mecta 기기와 Thymatron 기기이며, 우리나라에서는 Mecta 회사의 기기만 의료기기 허가를 받아 각 병원에서 사용되고 있다. 일반적으로 치료에 사용되는 전기의 전압은 110 V이며, 800mA 의 전류랑으로 고정되어 사용되며, 파폭(Pulse width)과 주파수(Hz, frequecy)를 변경하여 시술에 사용되는 전하량을 조절한다. 일반적으로 일주일에 2-3회의 시술을 받으며, 우울증의 경우 6-12회의 시술을 받고, 조현병의 경우 수 십 회 이상 시술을 받거나, 효과가 있는 질환에서 모두 지속적인 유지 전기경련치료가 도움이 된다.

## 전기 경련 치료의 현황
전기 경련 치료는 의료보험혜택을 받을 수 있는 시술이며, 우리나라 정신건강의학과 전공의 수련 과정에 필수 치료 술기이다. 정신건강의학과 전공의 수련 병원에서는 필수적으로 갖춰야 하는 치료 기기이며, 수련 과정 중에 습득하여야 하는 치료 기술이지만, 많은 수련병원에서는 전기 경련 치료를 하지 않고 있다. 우리나라의 전기 경련 치료의 1년 시술 횟수는 2020년 4,683회로서 5,000회가 되지 못하며, 한 명의 환자에게 최소 6-12회 이상을 시술하거나, 유지 전기 경련 치료를 하는 것을 고려했을 때, 극소수의 환자들만 치료 혜택을 받고 있다. 우리나라 이외의 서방 세계, 즉, 미국, 영연방, 유럽, 일본 등에서는 현재에도 매우 활발히 사용되고 있는 치료 방법이며, 미국의 경우에는 일개 센터에서 우리나라에서 1년에 시술되는 횟수인 5,000회 이상을 시술하기도 한다.

## 전기 경련 치료의 대상 질환, 적응증
전기 경련 치료가 효과가 좋은 정신질환은 주요우울증, 난치성 조현병, 조울병의 우울증, 조현병의 긴장증 아형, 파킨슨병의 정신증상이나 운동이상 부작용, 긴급한 정신증상의 조절, 소아, 청소년 환자의 자해, 임산부의 정신 증상 등이다.
우울증 환자에서는 이전부터 약물 치료보다 훨씬 안전하고, 신속하게 치료 효과를 보이는 것으로 알려져 있다. 특히 노인 우울증 환자의 경우 약물 치료보다 안전하게 산속한 증상 조절이 가능하며, 성인의 우울증상의 호전에도 탁월한 효과를 보인다.
조현병의 경우 환청이나 망상이 심하고, 클로자릴 등의 약물 치료에도 효과가 적은 경우 전기 경련 치료가 도움이 되며, 꾸준히 약물 치료와 전기 경련 치료를 병행하는 것이 증상 조절에 도움이 된다. 조현병의 긴장증의 경우 어떤 치료보다도 가장 효과가 좋고, 신속하다.
파킨슨병의 경우 파킨슨 치료 약물을 장기간 복용할 경우 정신병적 증상이나 이상운동증상이 발생하는 경우가 흔한데, 이 때 전기 경련 치료가 정신증상과 이상운동증상의 치료에 효과를 보이는 경우가 많으며, 과거 신경과 교과서 등에도 전기 경련 치료를 치료법으로 소개하기도 하였다.
조울병 환자가 우울증상을 보일 경우, 일반적으로 항우울제를 사용하기 어려운 경우가 많은데, 이 때 전기경련치료가 우울증상의 호전 및 조울병의 치료에 도움이 된다.
소아의 경우 여러 소아 정신질환으로 자해 행동을 보이는 경우에 전기 경련 치료가 도움이 될 수 있다.
주요 우울증, 조울병의 우울 증상, 긴장형 조현병에서는 약물 치료보다 월등히 치료 효과가 나타난다.

## 전기 경련 치료의 부작용
전기 경련 치료의 가장 큰 부작용은 인지기능, 특히 기억력 저하의 문제이다. 많은 환자들이 시술 과정에서 기억력의 저하를 호소하는데, 이는 두 가지 요소를 고려할 수 있다.
첫번째는 마취 자체로 인한 것이고, 두번째는 치료 자체로 인한 것이다.
첫번째 마취 시술로 인한 혼란은 대개 1시간 이내에 회복되고, 메스꺼움 등의 부작용은 수시간 이상 지속될 수도 있다. 두통이나 어깨 근육통 등의 증상이 있을 수 있는데, 일반적으로 치료 초기에 나타나며, 진통제를 복용하면 효과적이다. 기억력이 떨어지는 문제는 위내시경이나 대장 대시경을 반복적으로 할 경우에도 마취제로 인한 일시적인 기억력의 감퇴를 경험할 수 있는 것처럼, 2-3일 간격으로 이루어지는 반복적인 마취가 영향을 줄 수 있다. 전기경련치료의 경련 유발 효과가 기억에 영향을 줄 수 있다. 특히, 전기 경련 치료 직전, 치료 중, 회복 직후의 일들이 많이 영향을 받는다. 지금까지의 연구에 의하면, 전기 경련 치료로 저하된 기억력은 점진적으로 개선되며, 기억의 종류에 따라 치료 종료 후 2-3개월에 회복되는 기억이 있고, 5-6개월이 되어야 회복되는 기억이 있다. 기억력의 회복 속도를 빠르게 하고자 할 경우에는 두뇌를 사용하는 것이 좋으며, 다른 사람과 이야기하고, 생각하고, TV를 보고, 듣고 하는 두뇌 사용이 기억력 회복에 도움이 된다.
또한, 전기 경련 치료에 사용되는 전하량이 높은 경우 이러한 인지기능의 저하가 심해질 수 있기 때문에, 환자의 개개인에 알맞는 전하량을 조절하여 시술하는 것이 중요하며, 적절한 전극의 위치 및 마취 약물 조절, 정신과 약물 조절이 이루어져야 한다. 전기 경련 치료 시술 시 대부분의 약물은 같이 복용해도 괜찮으나, 경련의 시간 및  질에 영향을 줄 수 있는 치료 약물은 조절하는 것이 필요하다.
전기 경련 치료는 뇌에 실질적인 후유증이나 손상을 주지 않으며, 1,000 회 이상을 시술 받은 환자의 사후 부검에도 손상이 관찰되지 않았으며, 국내에서도 많은 환자들이 유지 경련 치료로 지속적인 치료를 받고 있으며, 100번 이상의 시술을 계속 받고 있는 환자들도 있다.
ECT 기기은 1976년부터 미국 식품의약국(FDA)에 의해 고위험 분류(클래스 III)으로 분류되었다가 2018년부터 긴장증, 주요우울장애, 양극성장애 치료에 대해 클래스 II로 재분류되었으며, 이는 전기 경련 치료의 시술의 안정성을 인정한 것이지만, 미국의 정신의학자들은 모든 질환에 대하여 분류 기준을 낮추려고 하고 있다.

## 영화·드라마에서의 전기경련치료
전 세계적으로 많은 영화와 드라마에서 전기경련치료에 대한 장면이 묘사되었다.
1975년 영화 '뻐꾸기 둥지위로 날아간 새'(One Flew Over the Cuckoo's Nest)에서는, 극 중 주인공인 잭 니컬슨이 정신병원에서  고전적 전기경련치료를 받는 모습이 나오는데, 실제 전기 경련 치료와는 매우 다른 공포스런 모습으로 묘사되고 있다.
미국의 TV 드라마인 콘스탄틴(Constantine)에서도 주인공에게 전기경련치료를 하는 장면이 묘사되는데, 역시 마취제와 근이완제를 사용하지 않은 고전적 전기경련치료의 장면이 묘사되어 있다.
국내 영화에서도 2006년 개봉된 박찬욱 감독의 '싸이보그지만 괜찮아' 영화에서 전기경련치료의 모습이 묘사되고 있지만, 전혀 '고전적' 이지 못한 고전적 전기경련치료의 모습이 그려지고 있다.
영화 산업의 중심지인 캘리포니아의 헐리우드에서는 전기 경련 치료에 대한 부정적인식이 매우 강하다. 미국의 경우 동부의 보스턴, 뉴욕, 듀크 등지에서는 매우 활발히 시술이 이루어지고 있으나, 서부의 캘리포니아에서는 사이언톨로지 등의 영향으로 전기 경련 치료의 시술이 매우 적으며, 이 영향으로 영화에서의 부정적이며, 부정확한 시술 장면들이 묘사되는 것일 수도 있다.

## 같이 보기
- 경두개자기자극술